# Maksim Michajlov
Maksim Michajlovič Michajlov (in russo Максим Михайлович Михайлов?; Kuz'molovskij, 19 marzo 1988) è un pallavolista russo, schiacciatore e opposto dello Zenit-Kazan.

## Carriera

### Club
La carriera di Maksim Mikhajlov inizia nel settore giovanile dello Jaroslavič, esordendo in prima squadra nella stagione 2005-06; trascorre cinque stagioni nella formazione di Jaroslavl' senza tuttavia conquistare alcun trofeo,.
Nella stagione 2010-11 viene ingaggiato dallo Zenit-Kazan, club con il quale si aggiudica otto Supercoppe russe, sette scudetti, cinque Champions League, sei Coppe di Russia e il campionato mondiale per club 2017.

### Nazionale
Con le nazionali giovanili russe si aggiudica 
campionato mondiale under 19 2005 e il campionato europeo under 20 2006 e nel 2007 è finalista al campionato mondiale under 21, manifestazione in cui riceve anche premio per il miglior servizio.
Nel 2008 debutta in nazionale maggiore e, venendo impiegato principalmente nel ruolo di riserva, vince la medaglia di bronzo sia alla World League che ai Giochi della XXIX Olimpiade.
Nell'edizione 2009 bissa il terzo posto, mentre nel 2010 perde la finale col Brasile, ricevendo anche i premi come miglior realizzatore e miglior attaccante; in seguito vince la medaglia d'argento alla World League 2011, quella d'oro ai Giochi della XXX Olimpiade di Londra e al campionato europeo 2013, quella d'argento alla Grand Champions Cup 2013, una nuova medaglia d'oro al campionato europeo 2017 e quella d'oro alla Volleyball Nations League 2018, venendo premiato in questi ultimi due casi come miglior giocatore.
Nel 2021 vince la medaglia d'argento ai Giochi della XXXII Olimpiade di Tokyo gareggiando con la squadra del Comitato Olimpico Russo sotto la sigla ROC, a seguito dell'esclusione della Russia per la questione riguardante il doping di Stato.

## Palmarès

### Club
- Campionato russo: 7

2010-11, 2011-12, 2013-14, 2014-15, 2015-16, 2016-17, 2017-18
- Coppa di Russia: 6

2014, 2015, 2016, 2017, 2018, 2019
- Supercoppa russa: 8

2010, 2011, 2012, 2015, 2016, 2017, 2018, 2020
- Campionato mondiale per club: 1

2017
- Champions League: 5

2011-12, 2014-15, 2015-16, 2016-17, 2017-18

### Nazionale (competizioni minori)
- Campionato mondiale under 19 2005
- Campionato europeo under 20 2006
- Campionato mondiale under 21 2007
- Memorial Hubert Wagner 2011
- Memorial Hubert Wagner 2013
- Memorial Hubert Wagner 2017
- Memorial Hubert Wagner 2018

### Premi individuali
- 2007 - Campionato mondiale under 21: Miglior servizio
- 2010 - World League: Miglior realizzatore
- 2010 - World League: Miglior attaccante
- 2010 - Campionato mondiale: Miglior attaccante
- 2011 - Champions League: Miglior realizzatore
- 2011 - World League: Miglior muro
- 2011 - World League: MVP
- 2011 - Memorial Hubert Wagner: Miglior attaccante
- 2011 - Campionato europeo: Miglior realizzatore
- 2011 - Campionato europeo: Miglior attaccante
- 2011 - Mondiale per club: Miglior realizzatore
- 2011 - Coppa del Mondo: MVP
- 2012 - Champions League: Miglior realizzatore
- 2012 - Champions League: Miglior servizio
- 2012 - Superliga russa: MVP
- 2012 - Giochi della XXX Olimpiade: Miglior realizzatore
- 2012 - Giochi della XXX Olimpiade: Miglior attaccante
- 2012 - Coppa di Russia: Miglior attaccante
- 2014 - Champions League: Miglior attaccante
- 2015 - Champions League: Miglior opposto
- 2016 - Champions League: Miglior opposto
- 2017 - Champions League: MVP
- 2017 - Memorial Hubert Wagner: MVP
- 2017 - Campionato europeo: MVP
- 2017 - CEV: Miglior giocatore dell'anno
- 2018 - Champions League: MVP
- 2018 - Volleyball Nations League: MVP
- 2021 - Giochi della XXXII Olimpiade: Miglior opposto